# Handwerker- und Kunstgewerbeschule Krefeld
Die Handwerker- und Kunstgewerbeschule Krefeld war eine Kunstgewerbeschule und höhere Fachschule für gestaltende Handwerksberufe in Krefeld, Rheinprovinz. 1904 wurde sie in kommunaler Trägerschaft mit staatlicher Bezuschussung und Aufsicht gegründet und 1949 in Werkkunstschule Krefeld umbenannt. 1971 ging sie als Fachbereich Design in der Fachhochschule Niederrhein, heute Hochschule Niederrhein, auf. Die Bereiche Architektur und Innenarchitektur wurden im gleichen Jahr in die Fachhochschule Düsseldorf, heute Hochschule Düsseldorf, integriert.

## Geschichte

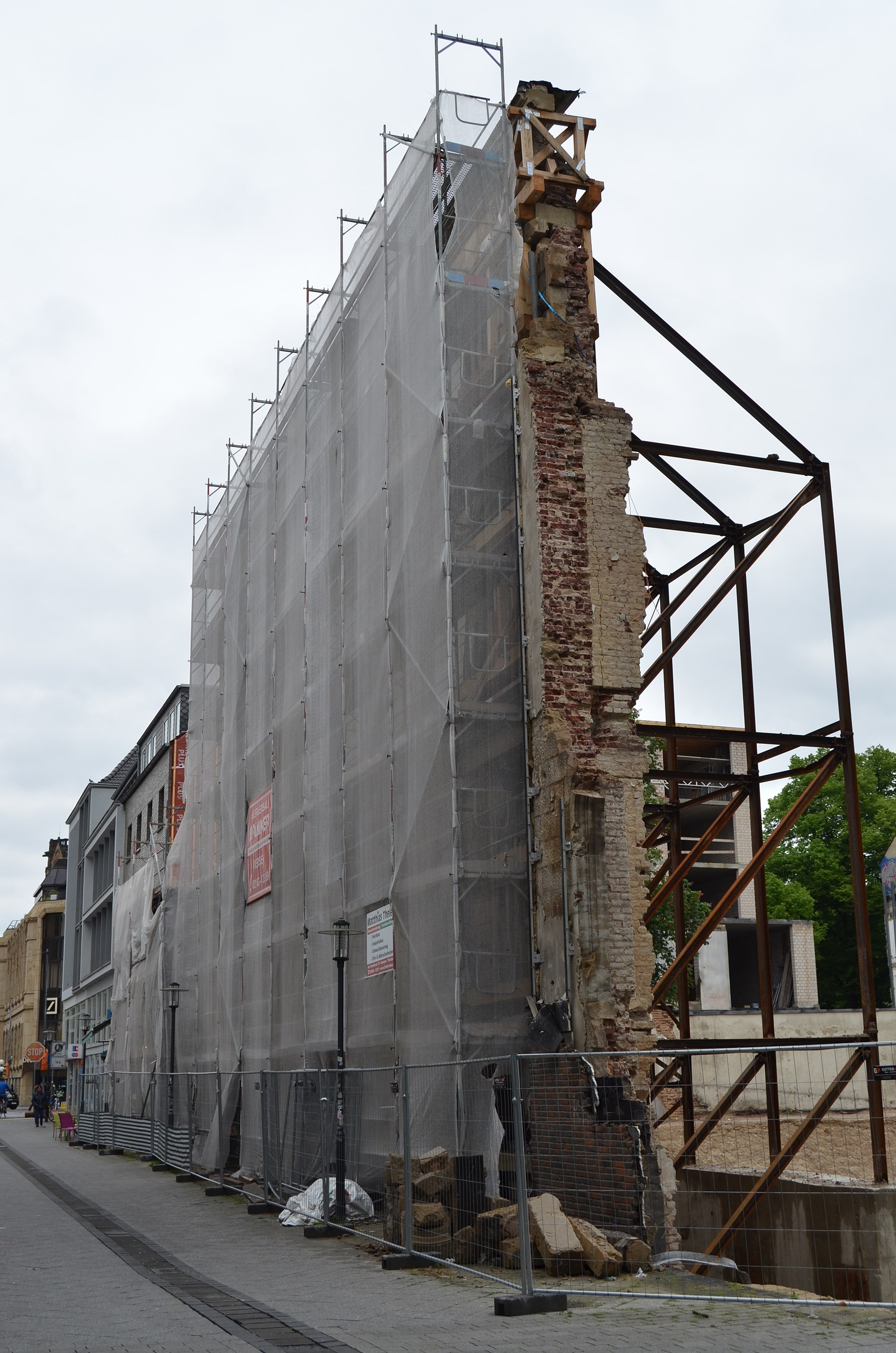
Erhaltene Fassade der abgerissenen ehemaligen Kunstgewerbeschule Krefeld, Neue Linner Straße (2014)

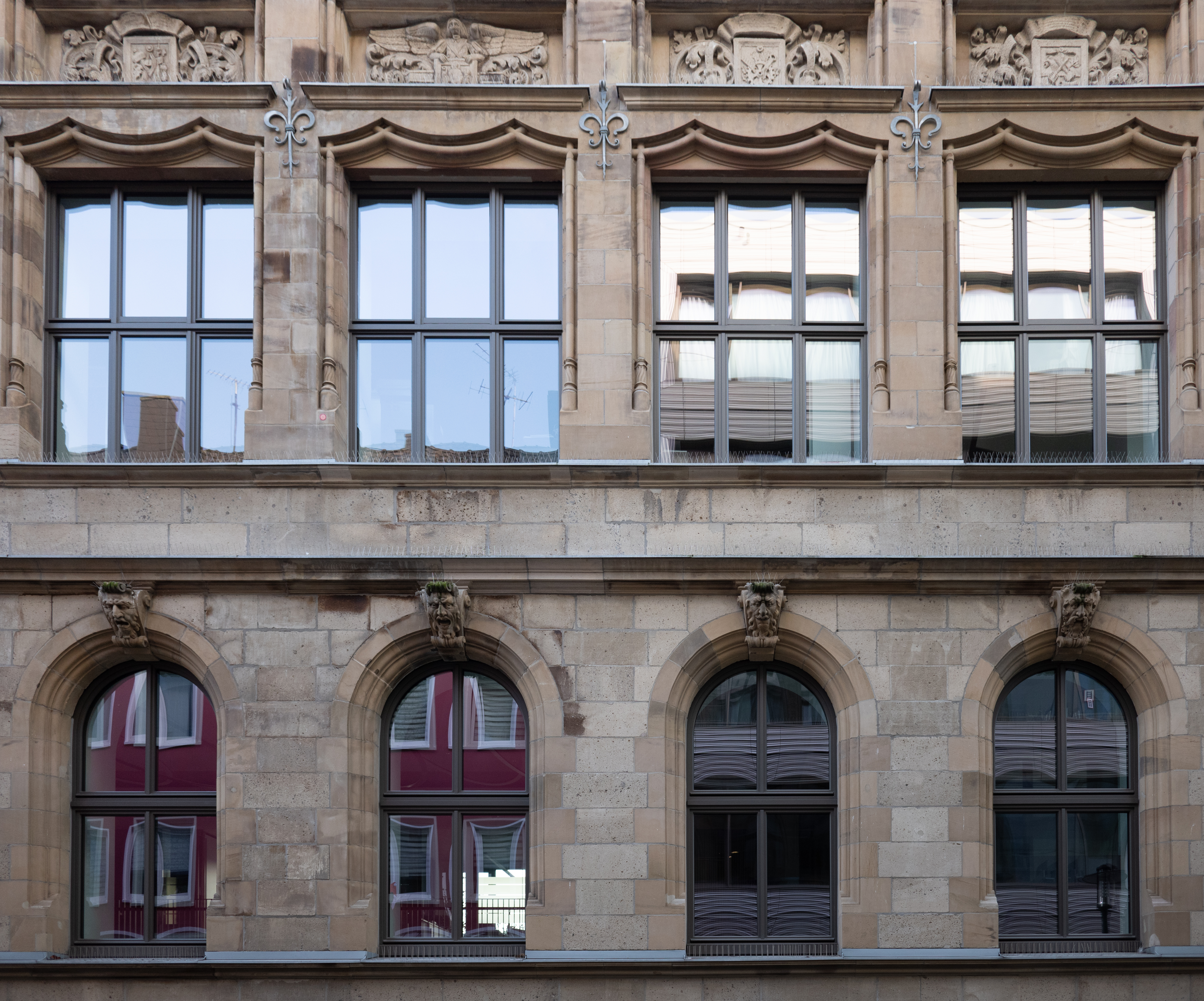
Fassade nach Sanierung

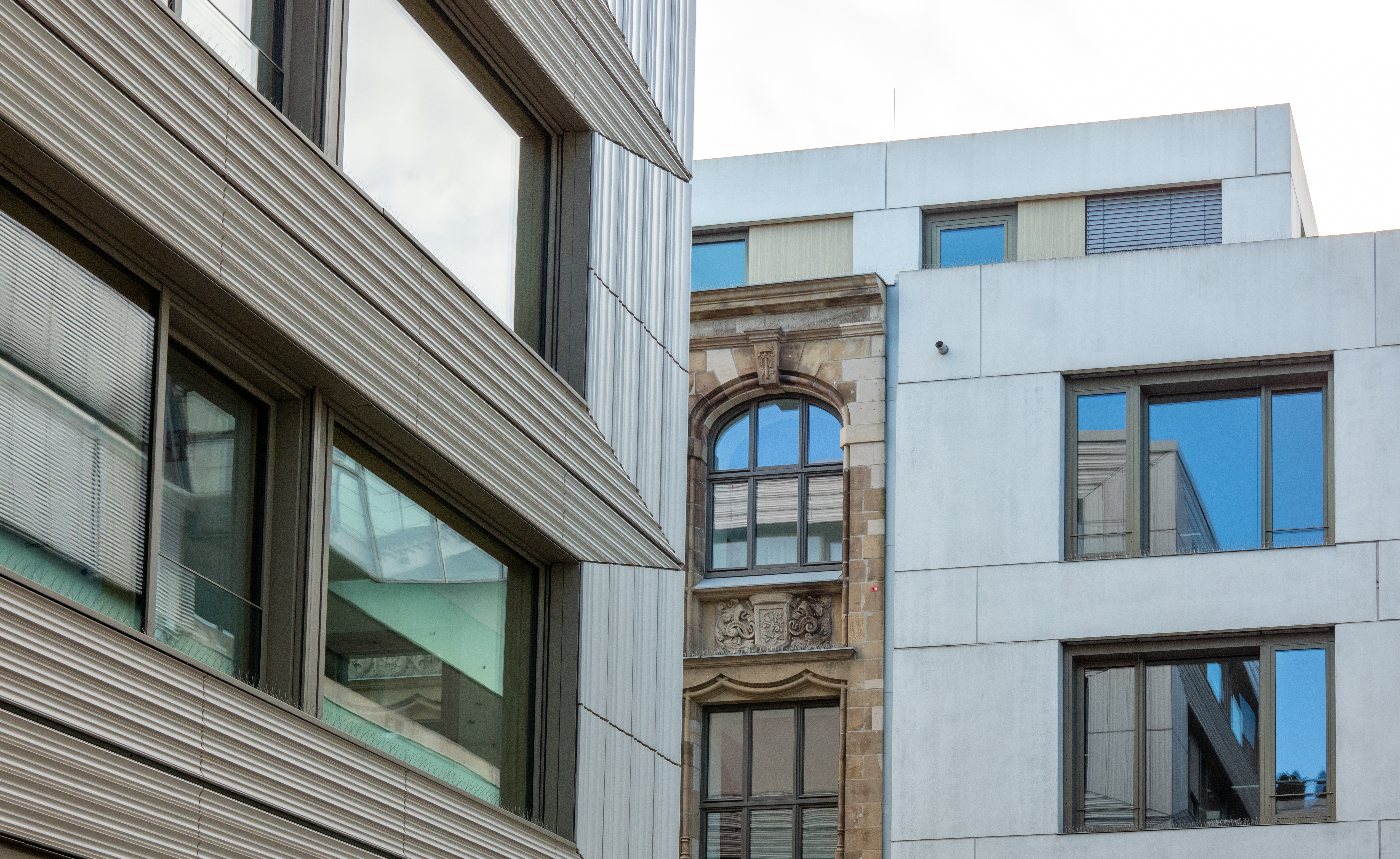
Alte Fassade der Kunstgewerbeschule mit Übergang zur Fassade des Neubaus (Verwaltungsgebäude der Wohnstätte Krefeld)

Der kunstgewerblich interessierte Kunsthistoriker Friedrich Deneken, vormals Assistent von Justus Brinckmann am Museum für Kunst und Gewerbe Hamburg, später Mitbegründer des Deutschen Werkbunds, trat 1897 die Leitung des neugegründeten Kaiser-Wilhelm-Museums in Krefeld an. Mit anderen Bürgern, die sich seit den 1860er Jahren im „Crefelder Handwerker- und Bildungsverein“ organisiert hatten, setzte er sich an führender Stelle erfolgreich für die Gründung einer Kunstgewerbeschule in Krefeld ein. 1899 erweiterte die Stadt die bereits seit 1887 bestehende städtische gewerbliche Tagesschule mit Fachklassen für gewerbliche Fortbildung und einer Zeichenschule für Volksschüler zur Paritätischen Gewerblichen Schule. Diese Vorgängereinrichtung stand unter Leitung des Architekten Carl Wolbrandt. 1902 entschloss sich die Stadt auf Betreiben des Krefelder Innungsausschusses zur Gründung der „Handwerker- und Kunstgewerbeschule zu Crefeld“. Nach einem von April bis Juni 1904 ausgehandelten Vertrag zwischen der Stadt Krefeld und dem Königreich Preußen wurde an deren Kosten ab dem 1. Oktober 1904 auch der Staat beteiligt. Dieses Datum wurde als das Gründungsdatum der Kunstgewerbeschule angesehen. Die Aufsicht über die Schule oblag dem preußischen Ministerium für Handel und Gewerbe.
Am 25. April 1903 wurde das Gebäude der neuen Kunstgewerbeschule an der Ecke Petersstraße 128/Neue Linner Straße in der Krefelder Innenstadt, das nach Plänen von Johann Burkart (1827–1901) in historistischen Formen der Frührenaissance errichtet worden war, von Oberbürgermeister Wilhelm Hammerschmidt feierlich eröffnet und dem Schulleiter Carl Wolbrandt übergeben. Der schulische Schwerpunkt lag von Anfang an auf der künstlerischen Qualifizierung des Bauhandwerks im Sinne der damaligen Reformbewegungen, vor allem durch Ausbildung junger Handwerker in der Architektur. Als Fachschule zur beruflichen Weiterbildung war sie in Klassen für Raumkunst (Architektur und Innenarchitektur) und Tischlerei, Wandmalerei, Grafik und Buchkunst, Gold- und Silberschmiede organisiert, denen ein Fachlehrer vorstand, später auch in Klassen für Keramik, Mosaik und Glasmalerei. Außerdem bot die Schule Lehrern, die an gewerblichen Fortbildungsschulen Unterricht erteilen, Fortbildungskurse an. Ab 1905 waren auch Frauen zum Studium zugelassen.
Als 1907 der Deutsche Werkbund gegründet wurde, zählten fast alle Lehrenden der Handwerker- und Kunstgewerbeschule Krefeld – August Biebricher, Jens Boysen (1874–nach 1934), Johannes Harder (1877–1948), Raimund Jahn (1878–nach 1910), Gustav Mörl, Julius Svensson (1882–nach 1948) und Carl Wolbrandt – zu den Mitbegründern. 1911 fand die Ausstellung des Deutschen Werkbunds, die „Gewerbe-, Industrie- und Kunstausstellung zu Crefeld“, im Kaiser-Wilhelm-Museum statt. Gestaltet war diese von August Biebricher und dem übrigen Lehrerkollegium mit Teilnahme aller Fachklassen der Schule. Ganzheitlich sollten gleichermaßen ästhetische wie funktionale und ökologisch-ökonomische Prinzipien den Alltag durchdringen: Gewerbe, Industrie und Kunst Hand in Hand. 1914 beteiligten sie alle Fachklassen an der ersten Werkbund-Ausstellung in Köln.
Durch Vermittlung von Deneken wurde der niederländische Jugendstil- und Arts-and-Crafts-Künstler Jan Thorn Prikker als Lehrer und künstlerisches Aushängeschild der Kunstgewerbeschule gewonnen. Von 1904 bis 1910 war er an der Schule tätig und verhalf ihr zu einem guten Ruf. Ab 1922 kamen auch Studenten aus Belgien, den Niederlanden, der Schweiz und Russland an die Schule. Nach Wohlbrands Tod übernahm interimistisch der Kunstmaler und Lehrer Johannes Harder die Leitung der Schule. 1926 wurde der Architekt Caspar Lennartz, vormals Leiter der Technischen und kunstgewerblichen Fachschule Kiel, als ihr neuer Direktor berufen.
Nach der Machtergreifung verfolgte das NS-Regime das Ziel, reichsweit weniger Künstler heranzuziehen und weniger künstlerische Gestaltung zu unterrichten, sondern „tüchtige Handwerker“ zu schulen. 1933 erfolgte die erste Umbenennung zur Handwerksschule für bau- und kunsthandwerkliche Berufe Krefeld. 1934 wurden die Abteilungen für Architektur, Bildhauerei und Keramik geschlossen. Durch ministeriellen Erlass kam es 1938 zur zweiten Umbenennung als Meisterschule des Deutschen Handwerks, staatlich unterstützte städtische Fachschule für Tischlerei, Malen, Grafik, Flächenkunst und Metall. Die Lehrerplanstellen wurden im gleichen Jahr auf fünf reduziert. Am 22./23. Juni 1942 wurde das Schulgebäude durch einen Luftangriff stark beschädigt. Der Unterricht wurde danach im Herrenhaus von Burg Linn weitergeführt. Im gleichen Jahr erfolgte eine dritte Umbenennung zur Meisterschule für das gestaltende Handwerk, 1943 der krankheitsbedingte Rücktritt von Lennartz als Direktor der Schule. Ab dem 1. August 1944 war wegen der Kriegsereignisse und der herannahenden Westfront kein Unterricht mehr möglich. Am 11. Januar 1945 wurde das Schulgebäude Petersstraße 128 durch einen Luftangriff weiter zerstört.
1946 begann wieder der Lehrbetrieb auf Burg Linn. Die ersten Diplome nach dem Krieg wurden 1947 ausgehändigt. 1948 leitete der Architekt und Grafiker Stephan Hirzel für wenige Monate die wieder eröffnete Schule. 1949 wurde sie als Werkkunstschule Krefeld unter ihrem neuen Leiter, dem Architekten Fritz G. Winter, fortgeführt. Dieser war Anfang 1949 an die Schule gekommen. Das kriegszerstörte Schulgebäude Petersstraße 128 wurde in den 1950er-Jahren nach Plänen von Winter und Heinrich „Hein“ Stappmann (1911–1977), der ebenfalls an der Schule lehrte, im Stil der Nachkriegsmoderne erneuert und erweitert. Unter Winter wurden künstlerische Lehrinhalte wieder stärker betont. Nach dem Vorbild des Bauhauses führte Winter einen Vorkurs ein. Unter seiner Leitung kam nun der Gestaltung für die Industrie eine größere Bedeutung zu. Seit den 1950er Jahren wurde das Architekturstudium an der Schule als Voraussetzung für ein weiterführendes Studium an der RWTH Aachen anerkannt.
Schulpolitische Diskussionen am Ende der 1960er Jahre führten dazu, die Werkkunstschule Krefeld als Fachbereich Design in die 1971 neu gegründete Fachhochschule Niederrhein einzugliedern. Dort wurde dieser Fachbereich am Standort Mönchengladbach angesiedelt. Die Werkgruppe Architektur und Innenarchitektur wurde im gleichen Jahr in die Fachhochschule Düsseldorf integriert. 2013 wurde das Krefelder Schulgebäude Petersstraße 128 abgerissen; ein Fassadenelement wurde als Baudenkmal erhalten.

## Bekannte Lehrer
- Hans Joachim Albrecht (* 1938), Lehrer für Gestaltungsgrundlagen
- Helmut Bätzner (1928–2010), Lehrer
- Peter Bertlings (1885–1982), Lehrer für Keramik
- August Biebricher (1878–1932), Architekt, Lehrer für Architektur und Raumkunst
- Joseph Fassbender (1903–1974), Maler, Grafiker und Hochschullehrer
- Gustav Fünders (1903–1973), Lehrer für Glasmalerei und Mosaik
- Laurens Goossens (1898–1979), Lehrer für dekorative Malerei
- Heinrich Gillis Görtz (1940–2010), Lehrer für Zeichnung
- Stephan Hirzel (1899–1970), Lehrer und Direktor für wenige Monate im Jahr 1948
- Wilhelm Holzhausen (1907–1988), Lehrer für figürliches Zeichnen
- Gerhard Kadow (1909–1981), Lehrer für textile Flächenkunst, Web- und Tapetengestaltung
- Günther C. Kirchberger (1928–2010), Lehrer für angewandte Malerei
- Caspar Lennartz (1879–1949), Architekt, Direktor von 1926 bis 1942
- Detlef Orlopp (* 1937), Lehrer
- Julius de Praetere (1879–1947), Lehrer für Textilgestaltung
- Jan Thorn Prikker (1868–1932), Lehrer für verschiedene künstlerische Disziplinen
- Lothar Quinte (1923–2000), Gastdozent für freie Grafik
- Ernst von Rudloff (1928–2020), Architekt und Hochschullehrer
- Rolf Sackenheim (1921–2006), Gastdozent
- Gertrud Schwarze (1915–1977), Lehrbeauftragte für keramisches Dekor
- Helmut Sundhaußen (1935–2018), Bildhauer, Grafiker und Fotokünstler, Gastdozent
- Hein Wimmer (1902–1986), Gold- und Silberschmied, Bildhauer, Lehrer ab 1949
- Fritz G. Winter (1910–1986), Architekt, Direktor von 1948 bis 1971
- Carl Wolbrandt (1860–1924), Architekt, Direktor von 1904 bis 1924

## Bekannte Schüler
- Theo Akkermann (1907–1982), Bildhauer
- Theo Altenberg (* 1952), Filmemacher und Performer
- Ernst Althoff (1928–2016), Architekt und Designer
- Michael Badura (* 1938), Maler und Hochschullehrer
- Michael Ballhaus (1935–2017), Kameramann[3]
- Curth Georg Becker (1904–1972), Maler und Grafiker
- Wolf von Beckerath (1896–1944), Maler
- Milojka Beutz (1949–2012), Malerin
- Leo Bigenwald (1904–1985), Maler und Bildhauer
- Fritz Blankenhorn (1921–2011), Grafiker
- René Block (* 1942), Galerist, Kunstverleger, Kunstsammler und Kurator
- Walter Breker (1904–1980), Gebrauchsgrafiker und Lehrer
- KP Brehmer (1938–1997), Maler, Grafiker, Filmemacher und Hochschullehrer
- Margot Brinkhaus (1929–2021), Textilkünstlerin
- Kurt Budewell (1924–2007), Maler, Grafiker und Objektkünstler
- Arno Buschmann (1931–2019), Rechtshistoriker
- Heinrich Campendonk (1889–1957), Maler und Grafiker
- Will Cassel (1927–2023), Maler, Zeichner und Objektkünstler
- Hans Günther Cremers (1928–2004), Maler
- Heinrich Dieckmann (1890–1963), Maler und Glasmaler
- Heinz Edelmann (1934–2009), Illustrator und Grafikdesigner
- Paul Effert (* 1931), Briefmarkenkünstler und Medailleur
- Bernd Ewert (* 1947), Maler, Grafiker, Fotograf und Reisebuchautor
- Rainer Fünders (* 1938), Glasmaler
- Walter Giskes (1891–1964), Bühnenbildner und Maler
- Laurens Goossens (1898–1979), Maler, Grafiker und Lehrer
- Günther Gumpert (1919–2019), Maler
- Marianne Hilgers  (* 1931), Glas- und Mosaikkünstlerin, Meisterschülerin von Gustav Fünders
- Fritz Huhnen (1895–1981), Maler, Illustrator und Bühnenbildner
- Janosch (* 1931), Illustrator und Kinderbuchautor
- Winfried Jansen (1935–2024), Architekt und Hochschullehrer
- K. A. Janßen (* 1937), Grafiker und Scherenschnittkünstler
- Hans Otto Janssen (1924–1995), Werbegrafiker und Plakatkünstler
- Joachim Klos (1931–2007), Glaskünstler und Grafiker, Meisterschüler von Gustav Fünders
- Max Kratz (1921–2000), Bildhauer und Hochschullehrer
- Hans Kruzwicki (1885–1971), Maler
- Ingeborg Kuhler (* 1943), Architektin und Hochschullehrerin
- Peter Lindbergh (1944–2019), Fotograf und Filmemacher
- Peter van de Locht (* 1946), Maler, Grafiker und Bildhauer
- Hans Lünenborg (1904–1990), Maler und Glaskünstler
- Markus Lüpertz (* 1941), Maler, Grafiker und Bildhauer
- Helmuth Macke (1891–1936), Maler
- Barthel Marks (1909–1980), Bildhauer, Maler und Lithograf
- Willy Maywald (1907–1985), Modefotograf
- Hans Mennekes (1911–1983), Glas- und Mosaikkünstler und Maler
- Klaus Peter Noever (1929–2020), Maler und Bildhauer
- Karl Olie (1915–1987), Glaskünstler und Maler
- August Pigulla (1923–2016), Glaskünstler und Bildhauer, Meisterschüler von Gustav Fünders
- Jan Hubert Pinand (1888–1958), Architekt und Hochschullehrer
- Regina Relang (1906–1989), Modefotografin
- Käthe Ricken (1917–2005), Malerin
- Tata Ronkholz (1940–1997), Fotografin und Designerin
- Alexander Scherer (* 1945), Filmregisseur und Drehbuchautor
- Hermann Schmitz (1904–1931), Maler
- Heinz Schultz-Koernig (1945–2020), Grafiker und Maler
- Michael Schwarze (* 1939), Bildhauer
- Marlies Seeliger-Crumbiegel (1946–2012), Bildhauerin, Keramik- und Pozellandesignerin sowie Hochschullehrerin
- Hubert Spierling (1925–2018), Maler und Glasmaler, Meisterschüler von Gustav Fünders
- Josef Strater (1899–1956), Maler und Glasmaler
- Marianne Strunk-Hilgers (1931–2025), Glasmalerin und Mosaikkünstlerin
- Heinz von der Way (1888–1973), Gebrauchsgrafiker und Maler
- Wilhelm Wieger (1890–1964), Maler und Grafiker
- Friedrich Wolters (* 1942), Architekt und Stadtplaner